# Brian Letscher
Brian Letscher (Grosse Pointe, 6 luglio 1972) è un attore statunitense.

## Biografia
Si è laureato in economia all'università del Michigan. Anche suo fratello Matt è attore.

## Carriera
Dal 2012 al 2018 interpreta Tom Larsen nella serie televisiva Scandal.

## Filmografia parziale

### Cinema
- Slippery Slope (August Rush), regia di Sarah Schenck (2006)

### Televisione
- Law & Order - Unità vittime speciali (Law & Order: Special Victims Unit) - serie TV, episodi 4x25, 7x22 (2003-2005)
- Law & Order - I due volti della giustizia (Law & Order) - serie TV, episodio 16x06 (2006)
- Law & Order - Criminal Intent - serie TV, episodi 6x15, 7x22 (2007-2008)
- How I Met Your Mother - serie TV, episodio 3x12 (2008)
- CSI - Scena del crimine (CSI: Crime Scene Investigation) - serie TV, episodio 8x16 (2008)
- NCIS - Unità anticrimine (NCIS) - serie TV, episodio 6x10 (2008)
- Cold Case - Delitti irrisolti (Cold Case) - serie TV, episodio 6x17 (2009)
- Bones - serie TV, episodio 5x03 (2009)
- NCIS: Los Angeles - serie TV, episodio 1x08 (2009)
- Pretty Little Liars - serie TV, episodi 1x06, 5x09 (2010-2014)
- The Mentalist - serie TV, episodio 3x04 (2010)
- Burn Notice - Duro a morire (Burn Notice) - serie TV, episodio 5x10 (2010)
- Scandal - serie TV, 34 episodi (2012-2018)
- House of Lies - serie TV, episodio 1x02 (2012)
- Hollywood Heights - Vita da popstar (Hollywood Heights) - serie TV, 25 episodi (2012)
- Castle - serie TV, episodio 5x18 (2013)
- One & Done - serie TV, 7 episodi (2014-2016)
- Perception - serie TV, episodio 3x03 (2014)
- Grimm - serie TV, episodi 4x01-4x02 (2014)
- Hawaii Five-0 - serie TV, episodio 5x12 (2015)
- Shooter - serie TV, episodi 3x02-3x03 (2018)
- Chicago Fire - serie TV, episodio 7x14 (2019)
- NCIS: New Orleans - serie TV, episodio 6x11 (2020)
- Station 19 - serie TV, episodio 3x11 (2020)
- Magnum P.I. - serie TV, episodio 3x01 (2020)
- FBI: International - serie TV, episodio 1x11 (2021)
- 9-1-1: Lone Star - serie TV, episodi 3x03, 3x12 (2022)
- Grey's Anatomy - serie TV, episodio 19x04 (2022)
- S.W.A.T. - serie TV, episodio 7x05 (2024)
- Walker - serie TV, episodio 4x12 (2024)
- 1923 – serie TV, episodio 2x03 (2025)

## Doppiatori italiani
Nelle versioni in italiano delle opere in cui ha recitato, Brian Letscher è stato doppiato da:
- Edoardo Stoppacciaro in Cold Case - Delitti irrisolti, NCIS - Unità anticrimine, Castle
- Francesco De Francesco in Bones, Ballard
- Enrico Pallini in Law & Order: Unità vittime speciali (ep. 4x25)
- Edoardo Nordio in Law & Order: Unità vittime speciali (ep. 7x22)
- Felice Invernici in How I Met Your Mother
- Luigi Ferraro in CSI - Scena del crimine
- Renato Novara in Law & Order: Criminal Intent (ep. 6x15)
- Paolo Vivio in NCIS: Los Angeles
- Davide Marzi in Pretty Little Liars (ep. 1x06)
- Stefano Crescentini in Pretty Little Liars (ep. 5x09)
- Emiliano Coltorti in The Mentalist
- Giulio Pierotti in Burn Notice - Duro a morire
- Mauro Gravina in Hollywood Heights - Vita da popstar
- Pasquale Ruju in Scandal (st. 1, ep. 2x03)
- Dimitri Riccio in Scandal (ep. 2x07-21, st. 3-7)
- Alessandro Budroni in Perception
- Andrea Lavagnino in Chicago Fire
- Maurizio Merluzzo in Station 19
- Leonardo Graziano in Magnum P.I.
- Stefano Alessandroni in FBI: International
- Riccardo Polizzy Carbonelli in 9-1-1: Lone Star
- Fabrizio Dolce in Grey's Anatomy
- Massimo Bitossi in S.W.A.T.
- Massimo De Ambrosis in FBI: Most Wanted